# Stage 6 Films
Stage 6 Films, Inc. — американский лейбл по производству фильмов от Sony Pictures Worldwide Acquisitions, который приобретает, производит и продаёт 10-15 фильмов в год. После завершения фильма Sony Pictures Worldwide Acquisitions решает, будет ли фильм выпущен в кинотеатрах или на других платформах.
Основанный в 2007 году, этот лейбл получил название от места расположения своего главного офиса, здания Stage 6 в Sony Pictures Studios в Калвер-Сити, Калифорнии (первоначально звуковая сцена, используемая для таких фильмов, как «Волшебник страны Оз»).

## Фильмы Stage 6

### 2000—2009
| Дата выхода      | Название                              | Примечания                                                                   |
| ---------------- | ------------------------------------- | ---------------------------------------------------------------------------- |
| 22 января 2008   | Миссионер                             |                                                                              |
| 12 февраля 2008  | Three Can Play That Game              |                                                                              |
| 4 марта 2008     | Карточный долг                        |                                                                              |
| 4 марта 2008     | Специальное задание                   |                                                                              |
| 18 марта 2008    | Conspiracy                            |                                                                              |
| 25 марта 2008    | День смеха                            |                                                                              |
| 15 апреля 2008   | Impulse                               |                                                                              |
| 18 апреля 2008   | Зомби-стриптизёрши                    | дистрибутор Triumph Films                                                    |
| 15 июля 2008     | Пожираемые заживо                     |                                                                              |
| 18 июля 2008     | Преступник                            |                                                                              |
| 26 июля 2008     | Анаконда 3: Цена эксперимента         |                                                                              |
| 5 августа 2008   | Звёздный десант 3: Мародёр            |                                                                              |
| 12 августа 2008  | Искусство войны 2: Предательство      |                                                                              |
| 21 октября 2008  | Linewatch                             |                                                                              |
| 24 октября4 2008 | Vacancy 2: The First Cut              |                                                                              |
| 1 ноября 2008    | Center Stage: Turn It Up              |                                                                              |
| 12 декабря 2008  | The Sky Crawlers                      | дистрибуция только в США                                                     |
| 20 января 2009   | Бугимен 3                             | совместно с Ghost House Pictures                                             |
| 23 января 2009   | The Lodger                            |                                                                              |
| 24 февраля 2009  | Red Sands                             |                                                                              |
| 28 февраля 2009  | Anacondas: Trail of Blood             |                                                                              |
| 12 мая 2009      | Проклятие 3                           |                                                                              |
| 12 июня 2009     | Луна 2112                             | первый фильм выпущенный в кинотеатрах; ко-дистрибутор Sony Pictures Classics |
| 13 июня 2009     | Хатико: Самый верный друг             |                                                                              |
| 21 июля 2009     | Messengers 2: The Scarecrow           |                                                                              |
| 6 октября 2009   | Dark Country                          |                                                                              |
| 19 октября 2009  | Святые из Бундока 2: День всех святых |                                                                              |
| 3 ноября 2009    | Прошивка                              |                                                                              |

### 2010—2019
| Дата выхода      | Название                                      | Примечание |
| ---------------- | --------------------------------------------- | --- |
| 9 февраля 2010   | Ice Castles                                   | |
| 1 июня 2010      | Дикость 4: Оргия                              | спродюсировано компанией Mandalay Pictures и RCR Media Group                                                                            |
| 8 июня 2010      | Я не мессия (Он очень непослушный мальчик)    | |
| 21 августа 2010  | Lake Placid 3                                 | |
| 21 сентября 2010 | Эксперимент                                   | |
| 21 сентября 2010 | Братство танца: Возвращение домой             | |
| 5 октября 2010   | 30 дней ночи: Тёмные времена                  | совместно с Ghost House Pictures |
| 15 февраля 2011  | Game of Death                                 | совместно с Voltage Pictures и Perpetual Entertainment                                                                                  |
| 1 марта 2011     | S.W.A.T.: Огненная буря                       | ко-дистрибутор RCR Media Group |
| 1 апреля 2011    | Астрал                                        | дистрибутор FilmDistrict |
| 22 апреля 2011   | Величайший фильм из всех когда-либо проданных | ко-дистрибутор Sony Pictures Classics                                                                                                   |
| 26 апреля 2011   | Sniper: Reloaded                              | |
| 6 мая 2011       | Испытание свадьбой                            | дистрибутор TriStar Pictures |
| 10 мая 2011      | The Hit List                                  | совместно с Up Load Films и Motion Picture Corporation of America                                                                       |
| 17 июня 2011     | Карантин 2: Терминал                          | |
| 29 июля 2011     | Чужие на районе                               | ко-дистрибутор Screen Gems |
| 26 августа 2011  | Коломбиана                                    | ко-дистрибутор TriStar Pictures |
| 2 сентября 2011  | Старая добрая оргия                           | ко-дистрибутор Samuel Goldwyn Films |
| 13 сентября 2011 | Никогда не сдавайся 2                         | спродюсировано компанией Mandalay Pictures                                                                                              |
| 11 октября 2011  | Арена                                         | |
| 27 декабря 2011  | Хостел 3                                      | совместно с RCR Media Group |
| 23 марта 2012    | The Raid: Redemption                          | ко-дистрибутор Sony Pictures Classics                                                                                                   |
| 11 мая 2012      | Tonight You’re Mine                           | ко-дистрибутор Roadside Attractions |
| 24 июля 2012     | Meeting Evil                                  | дистрибуция в кинотеатрах компанией Magnolia Pictures; спродюсировано компанией Destination Films                                       |
| 7 августа 2012   | Милый друг                                    | дистрибуция в кинотеатрах компанией Magnolia Pictures                                                                                   |
| 17 августа 2012  | Спаркл                                        | ко-дистрибутор TriStar Pictures |
| 17 августа 2012  | Робот и Фрэнк                                 | ко-дистрибутор Samuel Goldwyn Films |
| 28 августа 2012  | Звёздный десант: Вторжение                    | |
| 6 ноября 2012    | Принцесса-лебедь. Рождество                   | спродюсировано компанией Nest Family Entertainment и Crest Animation Studios                                                            |
| 15 марта 2013    | Тревожный вызов                               | ко-дистрибутор TriStar Pictures |
| 16 августа 2013  | Austenland                                    | ко-дистрибутор Sony Pictures Classics; спродюсировано компанией Fickle Fish Films и Maxie Pictures                                      |
| 13 сентября 2013 | Астрал: Глава 2                               | дистрибутор FilmDistrict |
| 10 января 2014   | Cold Comes the Night                          | ко-дистрибутор Samuel Goldwyn Films; спродюсировано компанией Syncopated Films                                                          |
| 25 февраля 2014  | The Swan Princess: A Royal Family Tale        | спродюсировано компанией Nest Family Entertainment и Crest Animation Studios                                                            |
| 2014             | Lilly and Lolly                               | спродюсировано компанией Warner Bros. Pictures и Reel FX Animation Studios                                                              |
| 28 марта 2014    | Рейд 2                                        | ко-дистрибутор Sony Pictures Classics; спродюсировано компанией Merantau Film и XYZ Films                                               |
| 15 июля 2014     | Appleseed Alpha                               | спродюсировано компанией Sola Films |
| 29 августа 2014  | The Calling                                   | |
| 9 января 2015    | Патруль времени                               | |
| 5 июня 2015      | Астрал 3                                      | ко-дистрибутор Gramercy Pictures |
| 9 октября 2015   | Последние девушки                             | |
| 11 марта 2016    | Здравствуйте, меня зовут Дорис                | ко-дистрибутор Roadside Attractions |
| 18 марта 2016    | The Bronze                                    | ко-дистрибутор Sony Pictures Classics                                                                                                   |
| 22 апреля 2016   | The Meddler                                   | ко-дистрибутор Sony Pictures Classics                                                                                                   |
| 29 апреля 2016   | Special Correspondents                        | дистрибутор Netflix |
| 2 августа 2016   | Снайпер: Воин-призрак                         | |
| 12 августа 2016  | Beyond Valkyrie: Dawn of the 4th Reich’'      | |
| 19 августа 2016  | Кингсглейв: Последняя фантазия XV             | дистрибуция только в кинотеатрах США; ко-дистрибутор Square Enix, спродюсировано компанией Visual Works, Digic Pictures, и Image Engine |
| 26 августа 2016  | Не дыши                                       | ко-дистрибутор Screen Gems |
| 19 июня 2017     | Обитель зла: Вендетта                         | |
| 21 августа 2017  | Звёздный десант: Предатель Марса              | |
| 13 октября 2017  | Professor Marston and the Wonder Women        | ко-дистрибутор Annapurna Pictures |
| 7 ноября 2017    | ноябряские преступники                        | |
| 5 января 2018    | Астрал 4: Последний ключ                      | ко-дистрибутор Universal Pictures |
| 30 марта 2018    | Finding Your Feet                             | ко-дистрибутор Roadside Attractions |
| 22 июня 2018     | Boundaries                                    | дистрибуция в кинотеатрах компанией Sony Pictures Classics                                                                              |
| 24 августа 2018  | Поиск                                         | ко-дистрибутор Screen Gems |
| 20 сентября 2018 | Ladies in Black                               | |
| 6 ноября 2018    | Как не стать президентом                      | ко-дистрибутор Columbia Pictures |
| 1 марта 2019     | The Wedding Guest                             | |
| 22 марта 2019    | Greyhound                                     | |
| 24 мая 2019      | Гори, гори ясно                               | |
| 21 июня 2019     | Grudge                                        | |

### Международный прокат
- Два ствола (2013) (интернациональная дистрибуция в кинотеатрах компанией TriStar Pictures; Дистрибуция в США компанией Universal Pictures)
- Прибытие (2016) (international distribution only with Sony Pictures Releasing International; North American distribution by Paramount Pictures)[7]
- Пазманский дьявол (2016)
- Certain Women (2016) (дистрибуция в кинотеатрах компанией IFC Films)[8]
- Скрюченный домишко (2017)
- Разрушение (2015)
- Digging for Fire (2015) (Дистрибуция в США компанией The Orchard)
- Неповиновение (2018)
- Наркотик (2015)
- Почти семнадцать (2016) (дистрибуция в США компанией STX Entertainment)
- Восьмой класс (2018)
- Перестрелка (2016)
- Gemini (2017)[9]
- Глория Белл (2019)
- Hearts Beat Loud (2018)
- Она (2013) (дистрибуция в США компанией Warner Bros. Pictures)
- Если Бил-стрит могла бы заговорить (2018)
- In a World… (2013)
- Голая Джульетта (2018)
- Late Night (2019)
- Не оставляй следов (2018)
- Life Itself (2018)
- Лобстер (2015)
- The Lodge (2019)
- Любовь и милосердие (2014)
- Манчестер у моря (2016) (дистрибуция в США компанией Roadside Attractions)
- Маршалл (2017) (дистрибуция в США компанией Open Road Films)
- Близнецы (2014)
- Бессонная ночь (2017) (дистрибуция только в Канаде)
- В центре внимания (2015)
- Одержимость (2014) (дистрибуция в США компанией Sony Pictures Classics)
- Дикая жизнь (2018)